# Bankana Katte, Tarikere
Bankana Katte là một làng thuộc tehsil Tarikere, huyện Chikmagalur, bang Karnataka, Ấn Độ.